# 元德 (北魏)
元德，北魏宗室。
他是拓跋什翼犍的玄孙，拓跋寿鸠的曾孙，常山王拓跋遵的孙子，陈留景王拓跋素的儿子。拓跋可悉陵、拓跋陪斤、拓跋忠的弟弟。元赞、元淑的哥哥。元德被封为河间公，官至镇南将军，在任上去世。被追赠为曹州刺史，其孙元侔墓志作平南将军、冀州刺史，谥号简。他的夫人出自南阳张氏，是北魏龙骧将军、阜城侯张提的孙女。

## 子孙
- 子：元悝，颍川太守、光州刺史，谥恭
  - 孙：元嶷，濮阳县伯、尚书令
  - 孙：元侔
- 子：元晖，尚书左仆射
  - 孙：元弼，广川县子、尚书令、中书监、录尚书事
    - 曾孙：元士将，元弼弟弟的儿子，北齐将作大匠
- 子：元诞